# جورج فرانسوا رويتر
جورج فرانسوا رويتر (1805-1872) (بالإنجليزية: George François Reuter)‏ كان عالم نباتٍ فرنسياً.